# Unió de Centre-Noves Forces
Unió de Centre-Noves Forces (grec Ένωσις Κέντρου-Νέες Δυνάμεις, Enosi Kentrou-Nees Dynameis, EK-ND) fou un partit polític grec fundat el 1974 per Georgios Mavros com a continuació de la Unió de Centre de Georgios Papandreu. A les eleccions legislatives gregues de 1974 fou la segona força més votada, amb el 20% dels vots i 60 diputats.
El seu programa no era gaire diferent del de Nova Democràcia que incloïa consignes relatives a la "democràcia participativa", "imposar controls sobre el capital (grec o estranger) pel poble", "democràcia social grega", etc. El 5 de febrer de 1976 es va integrar en la nova Unió del Centre Democràtic liderada per Georgios Zigdis.

## Resultats electorals

### Eleccions legislatives
| Any  | Vots      | %     | Escons   | +/- | Pos. |
| ---- | --------- | ----- | -------- | --- | ---- |
| 1974 | 1,002,559 | 20.42 | 60 / 300 | Nou | 2n   |